# Luigi Genina
Luigi Genina (Mezzenile, 20 agosto 1806 – Torino, 5 maggio 1876) è stato un politico italiano.

## Biografia
Avvocato e docente di Diritto penale, fu Deputato del Regno di Sardegna per quattro legislature (I, II, V, VI), eletto nel collegio di Lanzo. Venne eletto anche nella III e IV legislatura ma la sua elezione venne annullata.